# Aranđelovo
Aranđelovo (cyr. Аранђелово) – wieś w Bośni i Hercegowinie, w Republice Serbskiej, w mieście Trebinje. W 2013 roku liczyła 93 mieszkańców.